# Igrzyska Ameryki Środkowej i Karaibów 1978
Igrzyska Ameryki Środkowej i Karaibów 1978 – trzynaste Igrzyska Ameryki Środkowej i Karaibów, multidyscyplinarne zawody sportowe dla krajów znajdujących się w Ameryce Środkowej i na Karaibach, które odbyły się w Medellín w dniach 7–22 lipca 1978 roku.

## Informacje ogólne
Dwadzieścia jeden uczestniczących krajów wystawiło łącznie 1957 zawodników i 648 zawodniczek, co stanowiło najwyższą ich liczbę w dotychczasowej historii. Sportowcy ponownie rywalizowali w 19 dyscyplinach, jednak liczba konkurencji zwiększyła się do rekordowych 188. Ze względów finansowych w igrzyskach nie wzięły udziału Gujana i Honduras. Do programu powróciła szermierka, zadebiutowało pływanie synchroniczne, z uwagi na położenie miasta nie rozegrano zaś zawodów żeglarskich. Na wniosek Kubańczyków ODECABE zgodziła się ograniczyć liczbę sportowców z każdego kraju w jednej konkurencji do dwóch, by uniknąć monopolizacji podium..

## Dyscypliny
- Baseball  (szczegóły)
- Boks  (szczegóły)
- Gimnastyka sportowa  (szczegóły)
- Judo  (szczegóły)
- Kolarstwo torowe  (szczegóły)
- Koszykówka  (szczegóły)
- Lekkoatletyka  (szczegóły)
- Piłka nożna  (szczegóły)
- Piłka wodna  (szczegóły)
- Pływanie  (szczegóły)
- Pływanie synchroniczne  (szczegóły)
- Podnoszenie ciężarów  (szczegóły)
- Siatkówka (halowa)  (szczegóły)
- Skoki do wody  (szczegóły)
- Softball  (szczegóły)
- Strzelectwo  (szczegóły)
- Szermierka  (szczegóły)
- Tenis ziemny  (szczegóły)
- Zapasy  (szczegóły)

## Tabela medalowa
Źródło.
| Lp.   | Państwo                              | Złoto | Srebro | Brąz | Razem |
| ----- | ------------------------------------ | ----- | ------ | ---- | ----- |
| 1     | Kuba                                 | 120   | 44     | 18   | 182   |
| 2     | Meksyk                               | 25    | 48     | 43   | 116   |
| 3     | Portoryko                            | 13    | 15     | 33   | 61    |
| 4     | Kolumbia                             | 8     | 24     | 36   | 68    |
| 5     | Jamajka                              | 6     | 6      | 5    | 17    |
| 6     | Wenezuela                            | 5     | 23     | 29   | 57    |
| 7     | Dominikana                           | 3     | 8      | 16   | 27    |
| 8     | Kostaryka                            | 2     | 4      | 3    | 9     |
| 9     | Bahamy                               | 2     | 0      | 2    | 4     |
| 10    | Trynidad i Tobago                    | 1     | 5      | 2    | 8     |
| 11    | Antyle Holenderskie                  | 1     | 1      | 2    | 4     |
| 12    | Wyspy Dziewicze Stanów Zjednoczonych | 1     | 1      | 1    | 3     |
| 13    | Bermudy                              | 1     | 0      | 1    | 2     |
| 14    | Panama                               | 0     | 6      | 5    | 11    |
| 15    | Nikaragua                            | 0     | 1      | 2    | 3     |
| 16    | Barbados                             | 0     | 1      | 0    | 1     |
| =     | Surinam                              | 0     | 1      | 0    | 1     |
| 18    | Gwatemala                            | 0     | 0      | 6    | 6     |
| 19    | Salwador                             | 0     | 0      | 2    | 2     |
| Razem | Razem                                | 188   | 188    | 206  | 582   |